# 3428 Roberts
3428 Roberts је астероид главног астероидног појаса са средњом удаљеношћу од Сунца која износи 2,667 астрономских јединица (АЈ).
Апсолутна магнитуда астероида је 12,0.